# Northern line
Northern Line é uma linha do Metropolitano de Londres, colorida preto no mapa do metropolitano. A seção entre Stockwell e Borough foi aberta em 1890, e é a seção a mais velha de linha do tubo do nível profundo da rede.
Para a maior parte de seu comprimento é uma linha de tubo de nível profundo. Havia cerca de 252.310.000 viagens de passageiros em 2011/12 na linha Northern, tornando-se a segunda linha mais movimentada do Metrô. (Foi a mais movimentada de 2003 a 2010.) É a único a ter duas rotas diferentes pelo centro de Londres – o ramal Charing Cross ou West End, servindo a parte central da zona 1, e o ramal Bank ou City, servindo a parte leste dessa zona. Apesar de seu nome, não serve as estações mais setentrionais da rede, embora sirva a estação mais ao sul (Morden), bem como 16 das 29 estações do sistema ao sul do Rio Tâmisa. Existem 50 estações na linha, das quais 36 têm plataformas abaixo do solo.
A linha tem uma história complicada, e o arranjo complexo atual de dois ramais do norte, dois ramais centrais e o ramal do sul reflete sua gênese como três companhias ferrovias separadas, combinadas nas décadas de 1920 e 1930. Uma extensão na década de 1920 usou uma rota originalmente planejada por uma quarta empresa. Planos abandonados dos anos 1920 para estender a linha mais para o sul e depois para o norte na década de 1930, teriam incorporado partes das rotas de outras duas empresas. Da década de 1930 à década de 1970, os trilhos de uma sétima empresa também foram gerenciados como um ramal da Northern line. Uma extensão de Kennington a Battersea está agora em construção, que pode dar a linha um segundo ramal ao sul para ir com seus dois ramais ao norte e central, ou pode ver a linha dividida em duas linhas distintas com suas próprias identidades.

## Estações

### RamalHigh Barnet
- High Barnet
- Totteridge and Whetstone
- Woodside Park
- West Finchley
- Mill Hill East
- Finchley Central
- East Finchley
- Highgate
- Archway
- Tufnell Park
- Kentish Town

### RamalEdgware
- Edgware
- Burnt Oak
- Colindale
- Hendon Central
- Brent Cross
- Golders Green
- Hampstead
- Belsize Park
- Chalk Farm

### RamalCamden Town
- Camden Town

### RamalCharing Cross

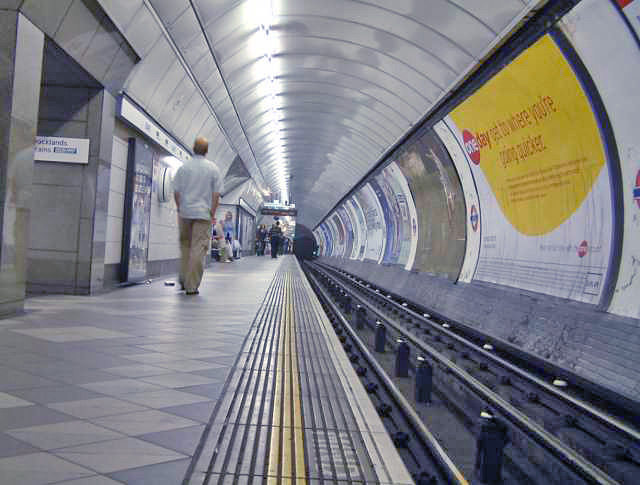
Uma plataforma tipíca da linha Nothern

(Conhecido como West End.)
- Mornington Crescent
- Euston
- Warren Street
- Goodge Street
- Tottenham Court Road
- Leicester Square
- Charing Cross
- Embankment
- Waterloo

### RamalBank
- Euston
- King's Cross St. Pancras
- Angel
- Old Street
- Moorgate
- Bank
- London Bridge
- Borough
- Elephant and Castle

### RamalMorden
- Kennington
- Oval
- Stockwell
- Clapham North
- Clapham Common
- Clapham South
- Balham
- Tooting Bec
- Tooting Broadway
- Colliers Wood
- South Wimbledon
- Morden

### RamalBattersea
- Nine Elms
- Battersea Power Station